# Vuelta a Andalucía 1968
La 15ª edición de la Vuelta a Andalucía se disputó entre el 9 y el 16 de febrero de 1968 con un recorrido de 1056,00 km dividido en 8 etapas, con inicio en Málaga y final en Málaga. 
Participaron 60 corredores repartidos en 6 equipos de los que sólo lograron finalizar la prueba 46 ciclistas
El vencedor, el belga Tony Houbrechst, cubrió la prueba a una velocidad media de 38,082 km/h mientras que en la clasificación de la montaña se impuso el español Enrique Sahagún.

## Etapas
| Etapa | Fecha         | Recorrido                        | Km    | Ganador de la etapa |
| 1ª    | 9 de febrero  | Málaga - Nerja                   | 103,0 | Luis Ocaña          |
| 2ª    | 10 de febrero | Nerja - Granada                  | 132,0 | Luis Ocaña          |
| 3ª    | 11 de febrero | Granada - Cabra                  | 235,0 | Walter Godefroot    |
| 4ª    | 12 de febrero | Córdoba - Sevilla                | 145,0 | Noël Vanclooster    |
| 5ª    | 13 de febrero | Sevilla - Jerez de la Frontera   | 95,0  | Ramón Sáez          |
| 6ª    | 14 de febrero | Jerez de la Frontera - Algeciras | 146,0 | Luis Ocaña          |
| 7ª    | 15 de febrero | Algeciras - Málaga               | 140,0 | Harry Steevens      |
| 8ª    | 16 de febrero | Málaga - Málaga                  | 60,0  | Walter Godefroot    |